# Gustavo Oscar Carrara
Gustavo Oscar Carrara (Buenos Aires, 24 de maio de 1973) é um prelado argentino da Igreja Católica, foi bispo auxiliar e vigário geral de Buenos Aires, como o primeiro bispo villero ad hoc da Argentina, e atual arcebispo de La Plata.

## Biografia
Nasceu em 24 de maio de 1973, em Villa Lugano , na cidade argentina de Buenos Aires; onde nasceu e foi criado. Filho do casamento de Oscar Carrara e Irene de Carrara (†); Foi batizado em 13 de outubro do mesmo ano, na Basílica de Luján.
Recebeu a primeira comunhão do padre Rodolfo Ricciardelli, na Villa 20 . Concluiu o ensino secundário na Escola Pública de Comércio nº 12 de Lugano.
Em 1990, aos dezessete anos, três decidiram ingressar no Seminário Metropolitano de Buenos Aires. Concluiu seus estudos eclesiásticos na Faculdade de Teologia da Pontifícia Universidade Católica da Argentina.

### Sacerdócio
Durante o tempo de seminarista, serviu na paróquia do Menino Jesus de Lugano. Foi ordenado diácono, e serviu na paróquia Nuestra Señora de la Misericordia, em Mataderos.
Sua ordenação sacerdotal foi em 24 de outubro de 1998, no Luna Park, pelas mãos do Arcebispo Jorge Mario Bergoglio, S.J., sendo incardinado na arquidiocese de Buenos Aires.
Como sacerdote desempenhou os seguintes ministérios:
- Vigário Paroquial de Nossa Senhora de Luján de los Patriotas, em Mataderos (1999-2003).[4]
- Chefe da Comissão de Pastoral Juvenil da Arquidiocese de Buenos Aires (2002).
- Vigário Paroquial do Santuário de San Cayetano , em Liniers (2003-2006).
- Vigário Paroquial da Imaculada Conceição, em Belgrano (2006-2007).
- Assessor Adjunto do Conselho Arquidiocesano de Jovens da Ação Católica Argentina (2006-2009).[4]
- Responsável pela Pastoral em Aldeias de Emergência (2007-2011).[4]
- Administrador paroquial (2007) e primeiro pároco (2008-2009) da Virgen Inmaculada, em Carrillo.
- Pároco de Santa María, Madre del Pueblo, em Villa 1-11-14 del Bajo Flores (2009-2017).
- Membro (2011-2017) e reitor (2011-2014) do Conselho Presbiteral.
- Decano do Decanato 20 Soldati (2012-2014).[4]
- Vigário Episcopal para as Aldeias de Emergência (2012-2023).[6]

### Episcopado

#### Bispo auxiliar de Buenos Aires
Em 20 de novembro de 2017, o Papa Francisco nomeou-o bispo titular de Thasbalta e bispo auxiliar de Buenos Aires.
Foi consagrado em 16 de dezembro do mesmo ano, na Catedral de Buenos Aires, pelas mãos do Cardeal-Arcebispo Mario Aurelio Poli. De tal forma que se tornou o primeiro bispo villero ad hoc da Argentina. O cajado foi dado de presente por ex-combatentes da Guerra das Malvinas.
- Membro da Equipe de Animação Sinodal.
- Vigário geral (desde 203).[6]
- Vigário Episcopal da Pastoral (2023-2024).[10]
- Vigário Episcopal para a Educação (desde 2024).[11]
- Membro ex officio do Conselho Pastoral Arquidiocesano (desde 2023).[12]
- Membro da Comissão Episcopal de Fé e Cultura da Conferência Episcopal Argentina (desde 2021).

#### Arcebispo de La Plata
Em 21 de novembro de 2024 foi nomeado arcebispo metropolitano de La Plata.

## Controvérsias
Em setembro de 2022, concelebrou uma missa pela paz na Basílica de Luján na qual rezou pela vice-presidente Cristina Fernández de Kirchner, após sofrer uma tentativa de assassinato . Este acontecimento causou críticas por considerá-lo um ato kirchnerista e apoio ao governo de Alberto Fernández. O celebrante principal, Dom Jorge Eduardo Scheinig, pediu desculpas pelo mal-entendido: “Errei, errei”.
No dia 14 de junho de 2024, presidiu missa para rezar e homenagear o padre varredor Mauricio Silva, detido e desaparecido em 1977.. Ao final da celebração, os participantes cantaram canções políticas: “O país não está à venda” e a popular Marcha Peronista, contra o governo de Javier Milei. Este facto fez com que Dom Carrara fizesse uma declaração na qual explicava os factos: «Entendo que alguns simples fiéis possam ficar confusos, ou mesmo perturbados por esta situação, que pode ser interpretada como politização partidária da celebração da Eucaristia, que é um sacramento de unidade. Ele encerrou a declaração pedindo desculpas pelos acontecimentos: “Como celebrante principal, assumo a responsabilidade e peço humildemente desculpas a quem possa se sentir ofendido por isso”. O Arcebispo Jorge Ignacio García Cuerva destacou que: «A missa é algo sagrado... Não é bom usar a missa para dividir, para fragmentar, para partir. “Não é bom usar a missa para acabarmos separados como irmãos... A missa é para nos unir, para nos tornar irmãos”.